# Maximalen
Het dichterscollectief Maximalen was een groep Nederlandse dichters en stond voor het eerst als zodanig bekend door een bloemlezing met de naam Maximaal (1988), geredigeerd door Arthur Lava.
De volgende auteurs waren in deze bundel opgenomen:
- Pieter Boskma (1956)
- Bart Brey (1955)
- Koos Dalstra (1950)
- René Huigen (1962)
- Johan Joos (1957)
- Tom Lanoye (1958)
- Arthur Lava (pseudoniem van: Howard Krol, 1955-2020)
- K. Michel (pseudoniem van: Michel Kuipers, 1958)
- Frank Starik (pseudoniem van: Frank von der Möhlen, 1958-2018)
- René Stoute (1950-2000)
- Joost Zwagerman (1963-2015)

De primaire doelstelling van deze groep was het introduceren van meer straatrumoer in de Nederlandstalige poëzie. Ze verzetten zich tegen de in hun ogen verstilde, in zichzelf gekeerde en zogenaamd autonome poëzie van veel van hun voorgangers, poëzie die door Zwagerman hermetisme werd genoemd. Vooral dichters als Gerrit Kouwenaar en Hans Faverey moesten het ontgelden.
Het belangrijkste voorbeeld voor het dichterscollectief was Arthur Rimbaud, maar ook Georg Trakl, Friedrich Hölderlin, Ezra Pound, Walt Whitman, Luís de Camões en Vladimir Mayakovski vormden een inspiratiebron. Zowel hoge kunst als lage kunst werden toegepast. De Maximalen hieven zichzelf als groep op 29 september 1989 op.